# アーケードゲームのタイトル一覧 (1970年代)
アーケードゲームのタイトル一覧 (1970年代)（アーケードゲームのタイトルいちらん 1970ねんだい）では、1970年代に稼働開始されたアーケードゲームのゲームタイトルを列挙する。
本項目で扱うタイトルは、ビデオゲーム（トレーディングカードを使用する作品を含む）と大型筐体ゲームのみとし、メダルゲームやプライズゲーム、エレメカ、プリクラ、ピンボールなどは扱わない。

## 特徴
1971年、世界初のコンピュータゲーム『コンピュータースペース』が誕生した。同作の操作体系は当時の人々にとってやや複雑だったため、売れ行きはいま一つだった。
『コンピュータースペース』誕生にかかわったノーラン・ブッシュネルはのちにアタリを興し、1972年に『ポン』で成功を収めた。人気の一方、偽物もたくさん登場した。また、日本においても亜流作品が登場しており、うち「エレポン」（タイトー）と「ポントロン」（セガ）は2社にとって第一歩となった。
1976年、アタリは『ブレイクアウト』で再び成功を収めた。のちにこのジャンルは「ブロック崩し」と呼ばれ、うちタイトーの『TTブロック』はテーブル筐体を採用したことで、同タイプの筐体の先駆けとなった。
1978年、タイトーは『ブレイクアウト』をヒントにシューティングゲーム『スペースインベーダー』を生み出した。社会的な熱狂を巻き起こした同作は、「敵の攻撃」という概念を取り入れた初期の作品として知られている。また、あまりの人気ぶりからタイトーが他者に製造許諾を行うほどだった一方、こちらも無許可のコピー基板が横行した。同様の理由から「ゲーム喫茶」（または「インベーダー喫茶」）という業務形態が誕生したが、硬貨の偽造といった犯罪も起こり、子供への悪影響が懸念された。
1979年、ナムコは「ポスト・インベーダー」を目標にした『ギャラクシアン』で成功をおさめた。こちらはスプライトを採用したことにより、大勢の敵と背景の同時描写を実現した。

## 一覧
並び順は日本と日本国外を含めた稼働時期の初出としている。
| 稼働時期       | 稼働時期            | 作品名（日） 作品名（日本国外）             | 販売元または開発元/販売元（日） 販売元または開発元/販売元（日本国外） | 備考 | 出典                               |
| 日本           | 日本国外            | 作品名（日） 作品名（日本国外）             | 販売元または開発元/販売元（日） 販売元または開発元/販売元（日本国外） | 備考 | 出典                               |
| -------------- | ------------------- | ------------------------------------------- | --------------------------------------------------------------------- | --- | ---------------------------------- |
| 未発売         | 1971年              | コンピュータースペース                      | ナッチング・アソシエーツ                                              | 世界初のアーケードTVゲーム機                                                                                     | [ 12 ]                             |
| 1973年11月     | 1972年11月          | ポン                                        | 中村製作所 アタリ                                                     | |                                    |
| 1974年7月      | 1973年7月           | スペースレース                              | 中村製作所 アタリ                                                     | |                                    |
| 1973年7月      | 未発売              | ポントロン                                  | セガ                                                                  | | [ 13 ] [ 14 ]                      |
| 1973年7月      | 未発売              | エレポン                                    | タイトー                                                              | ポンのコピーゲーム                                                                                               | [ 15 ]                             |
| 1974年7月      | 1973年9月           | ポンダブルス                                | 中村製作所 アタリ                                                     | |                                    |
| 1974年7月      | 1973年10月          | ガッチャ                                    | 中村製作所 アタリ                                                     | |                                    |
| 未発売         | 1973年10月          | エリミネーション                            | キーゲームズ                                                          | |                                    |
| 1973年11月     | 未発売              | ホッケーTV                                  | セガ                                                                  | | [ 16 ] [ 14 ]                      |
| 1973年11月     | 未発売              | ポントロンII                                | セガ                                                                  | | [ 17 ] [ 14 ]                      |
| 1973年11月     | 未発売              | アストロレース                              | タイトー                                                              | | [ 15 ]                             |
| 1973年11月     | 未発売              | サッカー                                    | タイトー                                                              | 国産初のオリジナルビデオゲーム                                                                                   | [ 15 ] [ 18 ]                      |
| 1973年11月     | 未発売              | プロホッケー                                | タイトー                                                              | | [ 15 ]                             |
| 1973年12月     | 未発売              | デビスカップ                                | タイトー                                                              | | [ 15 ]                             |
| 1974年1月      | 未発売              | テーブルホッケー                            | セガ                                                                  | | [ 16 ] [ 14 ]                      |
| 未発売         | 1974年2月           | スーパーポン                                | アタリ                                                                | |                                    |
| 1974年7月      | 1974年2月           | リバウンド                                  | 中村製作所 アタリ                                                     | |                                    |
| 1974年2月      | 未発売              | ミニホッケー                                | セガ                                                                  | | [ 16 ] [ 14 ]                      |
| 未発売         | 1974年3月           | スパイク                                    | キーゲームズ                                                          | |                                    |
| 1974年7月      | 1974年3月           | カドラポン                                  | 中村製作所 アタリ                                                     | |                                    |
| 1974年9月      | 1974年3月           | グランドトラック10                          | 中村製作所 アタリ                                                     | |                                    |
| 未発売         | 1974年4月           | フォーミュラK                               | キーゲームズ                                                          | グランドトラック10のクローン                                                                                     |                                    |
| 未発売         | 1974年4月           | ワールドカップ                              | アタリ                                                                | |                                    |
| 1974年4月      | 未発売              | バスケットボール                            | アタリ/タイトー                                                       | | [ 15 ]                             |
| 1975年1月      | 1974年6月           | イレース Clean Sweep                        | Ramtek/セガ Ramtek                                                    | | [ 19 ]                             |
| 未発売         | 1974年7月           | トラック10                                  | アタリ                                                                | グランドトラック10の小型筐体版                                                                                   |                                    |
| 未発売         | 1974年7月           | ツインレーサー                              | キーゲームズ                                                          | |                                    |
| 1975年7月      | 1974年8月           | トラック20                                  | 中村製作所 アタリ                                                     | トラック10の2人プレイ版                                                                                          |                                    |
| 未発売         | 1974年8月           | パピーポン                                  | アタリ                                                                | |                                    |
| 1974年8月      | 未発売              | ゴールキック                                | セガ                                                                  | | [ 20 ] [ 14 ]                      |
| 1974年8月      | 未発売              | バルーンガン                                | セガ                                                                  | | [ 21 ] [ 19 ] [ 22 ]               |
| 1974年8月      | 未発売              | アタックUFO                                 | タイトー                                                              | |                                    |
| 未発売         | 1974年9月           | グランドトラック20                          | アタリ                                                                | ツインレーサーのクローン                                                                                         |                                    |
| 未発売         | 1974年10月          | ピンポン                                    | アタリ                                                                | |                                    |
| 1974年11月     | 1975年2月 1975年3月 | スピードレース Racer Wheels                 | タイトー タイトー/ミッドウェイ                                        | | [ 15 ]                             |
| 1975年7月      | 1974年11月          | クワック!                                   | 中村製作所 アタリ                                                     | |                                    |
| 1975年9月      | 1974年11月          | タンク                                      | 中村製作所 キーゲームズ                                               | |                                    |
| 未発売         | 1975年1月           | ドッジボール                                | アタリ                                                                | |                                    |
| 未発売         | 1975年1月           | パスート                                    | キーゲームズ                                                          | |                                    |
| 1976年11月     | 1975年1月           | ボムズ・アウェイ                            | メドウズゲームズ/タイトー メドウズゲームズ                            | 発売当時はボンブス・アウェイと表記                                                                               | [ 23 ]                             |
| 1975年3月      | 未発売              | ラストイニング                              | セガ                                                                  | | [ 24 ] [ 19 ]                      |
| 1975年9月      | 1975年4月           | インディ800                                 | 中村製作所 キーゲームズ                                               | |                                    |
| 未発売         | 1975年4月           | ハイウェイ                                  | アタリ                                                                | |                                    |
| 未発売         | 1975年5月           | クロスファイア                              | キーゲームズ                                                          | |                                    |
| 未発売         | 1975年5月           | タンクII                                    | キーゲームズ                                                          | |                                    |
| 1975年10月     | 1975年6月           | アンチエアクラフト                          | 中村製作所 アタリ                                                     | |                                    |
| 未発売         | 1975年7月           | ゴール4                                     | アタリ                                                                | |                                    |
| 1975年8月      | 未発売              | スピードレースDX                            | タイトー                                                              | | [ 25 ] [ 26 ]                      |
| 1976年4月      | 1975年8月           | スピードレースツイン Wheels II              | タイトー                                                              | | [ 25 ] [ 27 ]                      |
| 未発売         | 1975年9月           | シャークジョーズ                            | アタリ                                                                | |                                    |
| 1975年9月      | 1975年11月          | ウエスタンガン Gun Fight                    | タイトー タイトー/ミッドウェイ                                        | テーブル筐体あり                                                                                                 | [ 25 ] [ 26 ]                      |
| 1975年12月     | 1975年10月          | ジェットファイター                          | 中村製作所 アタリ                                                     | |                                    |
| 1976年1月      | 1975年10月          | スティープルチェイス                        | 中村製作所 アタリ                                                     | |                                    |
| 未発売         | 1975年10月          | クラッシュアンドスコア                      | アタリ                                                                | |                                    |
| 1975年10月     | 1975年11月          | バレットマーク/バレットマークII             | セガ                                                                  | | [ 28 ] [ 19 ]                      |
| 1976年1月      | 1975年11月          | アベンジャー                                | Electra Games/タイトー Electra Games                                  | | [ 25 ] [ 29 ]                      |
| 1976年9月      | 1975年11月          | マンイーター                                | Project Support Engineering/ナムコ Project Support Engineering        | |                                    |
| 1976年5月      | 1976年1月           | スタントサイクル                            | 中村製作所 アタリ                                                     | |                                    |
| 1976年2月      | 1976年7月           | ロードレース                                | セガ                                                                  | | [ 30 ] [ 19 ]                      |
| 1976年3月      | 未発売              | インターセプター                            | タイトー                                                              | | [ 25 ] [ 31 ]                      |
| 1976年5月      | 1976年3月           | アウトロー                                  | 中村製作所 アタリ                                                     | |                                    |
| 未発売         | 1976年4月           | タンク8                                     | キーゲームズ                                                          | |                                    |
| 未発売         | 1976年4月           | クイズショー                                | キーゲームズ                                                          | |                                    |
| 1976年4月      | 未発売              | スパークリングコーナー                      | セガ                                                                  | | [ 19 ]                             |
| 1976年7月      | 1976年4月           | シーウルフ                                  | ミッドウェイ/タイトー ミッドウェイ                                    | エスコ貿易も国内販売                                                                                             | [ 32 ]                             |
| 1976年5月      | 1976年5月           | ブレイクアウト                              | 中村製作所 アタリ                                                     | |                                    |
| 未発売         | 1976年5月           | インディ4                                   | キーゲームズ                                                          | |                                    |
| 1976年7月      | 未発売              | クラッシングレース                          | タイトー                                                              | | [ 25 ] [ 33 ]                      |
| 未発売         | 1976年7月           | コップスアンドロバーズ                      | アタリ                                                                | |                                    |
| 未発売         | 1976年7月           | フライボール                                | アタリ                                                                | |                                    |
| 未発売         | 1976年7月           | トレーサー                                  | セガ                                                                  | | [ 34 ]                             |
| 1976年10月     | 1976年8月           | ル・マン                                    | 中村製作所 アタリ                                                     | |                                    |
| 1976年8月      | 未発売              | スコードロン                                | セガ                                                                  | | [ 35 ] [ 34 ]                      |
| 1976年8月      | 1976年11月          | マンT.T. Fonz                               | セガ                                                                  | | [ 36 ] [ 34 ] [ 37 ] [ 38 ]        |
| 1976年8月      | 未発売              | ロックンバーク                              | セガ                                                                  | | [ 34 ]                             |
| 1976年9月      | 未発売              | アタック                                    | タイトー                                                              | | [ 25 ] [ 23 ]                      |
| 1976年10月     | 1976年9月           | ボールパーク Tornado Baseball               | ミッドウェイ/タイトー ミッドウェイ                                    | テーブル筐体あり                                                                                                 | [ 25 ] [ 39 ]                      |
| 1977年4月      | 1976年10月          | ナイトドライバー                            | 中村製作所 アタリ                                                     | |                                    |
| 未発売         | 1976年10月          | ビデオベースボール                          | アタリ                                                                | |                                    |
| 1977年3月      | 1976年10月          | フライングフォートレス                      | Electra Games/タイトー Electra Games                                  | | [ 25 ] [ 40 ]                      |
| 未発売         | 1976年10月          | チックタッククイズ                          | セガ                                                                  | | [ 41 ] [ 42 ]                      |
| 1976年10月     | 未発売              | ヘビーウェイトチャンプ                      | セガ                                                                  | | [ 34 ]                             |
| 1977年3月      | 1976年11月          | バリケードII Blockade                       | グレムリン・インダストリー/タイトー グレムリン・インダストリー        | | [ 25 ] [ 40 ]                      |
| 1977年6月      | 1976年11月          | スプリント 2                                | ナムコ キーゲームズ                                                   | |                                    |
| 1977年8月      | 1976年11月          | ブロッケード                                | グレムリン/ナムコ グレムリン                                          | |                                    |
| 未発売         | 1977年1月           | ドミノス                                    | アタリ                                                                | |                                    |
| 1977年1月      | 未発売              | ツインコース T.T.                           | セガ                                                                  | | [ 43 ]                             |
| 1977年1月      | 未発売              | ウォールブレイク                            | タイトー                                                              | | [ 44 ]                             |
| 1977年1月      | 未発売              | クリーンスイープII                          | ラムテック/タイトー                                                   | | [ 44 ]                             |
| 1977年10月     | 1977年1月           | ロボットボウル                              | エキシディ/タイトー エキシディ                                        | | [ 45 ]                             |
| 1977年2月      | 未発売              | テーブル・ベースボール                      | セガ                                                                  | | [ 24 ] [ 19 ]                      |
| 1977年2月      | 1977年3月           | 280ザアップ                                 | ミッドウェイ/タイトー ミッドウェイ                                    | | [ 46 ]                             |
| 1977年2月      | 未発売              | スクラッチ                                  | ユニバーサル                                                          | |                                    |
| 未発売         | 1977年3月           | ドミノス4                                   | アタリ                                                                | |                                    |
| 1977年3月      | 未発売              | クラッシュ・コース                          | セガ                                                                  | | [ 47 ] [ 43 ] [ 48 ] [ 49 ]        |
| 1977年3月      | 1977年3月           | バリケード                                  | ラムテック/タイトー ラムテック                                        | テーブル筐体型あり                                                                                               | [ 25 ] [ 46 ]                      |
| 1977年3月      | 1977年8月           | ミサイルＸ Guided Missile                   | タイトー タイトー/ミッドウェイ                                        | | [ 25 ] [ 40 ]                      |
| 未発売         | 1977年4月           | トリプルハント                              | アタリ                                                                | |                                    |
| 1977年4月      | 未発売              | バリケードIII                               | グレムリン・インダストリー/タイトー                                   | |                                    |
| 1977年4月      | 未発売              | ボンバー                                    | セガ                                                                  | | [ 50 ] [ 43 ]                      |
| 1977年4月      | 未発売              | フィスコ400                                 | タイトー                                                              | | [ 25 ] [ 40 ]                      |
| 1977年4月      | 未発売              | ロードチャンピオン                          | タイトー                                                              | 日本販売が開発 画面サイズを23インチから20インチに変更した『ロードチャンピオン・エス』あり                        | [ 40 ] [ 51 ]                      |
| 未発売         | 1977年5月           | スプリント 8                                | キーゲームズ                                                          | |                                    |
| 未発売         | 1977年5月           | ブートヒル                                  | タイトー/ミッドウェイ                                                 | |                                    |
| 未発売         | 1977年6月           | プールシャーク                              | アタリ                                                                | |                                    |
| 未発売         | 1977年6月           | ドラッグレース                              | アタリ                                                                | |                                    |
| 1977年6月      | 未発売              | フライングフォートレスII                    | タイトー                                                              | | [ 25 ] [ 52 ]                      |
| 1977年7月      | 1977年5月           | ハッスル                                    | グレムリン・インダストリー/タイトー                                   | | [ 25 ] [ 51 ]                      |
| 1977年7月      | 1977年12月          | サファリ                                    | グレムリン・インダストリー/タイトー                                   | | [ 53 ]                             |
| 1978年6月      | 1977年7月           | スターシップ 1                              | ナムコ アタリ                                                         | |                                    |
| 1977年10月     | 1977年7月           | デザートガン                                | ミッドウェイ/タイトー ミッドウェイ                                    | | [ 45 ]                             |
| 1977年8月      | 未発売              | ブロックヤード                              | コナミ工業/レジャック                                                 | |                                    |
| 1977年8月      | 未発売              | クロスファイアー                            | タイトー                                                              | | [ 25 ] [ 54 ]                      |
| 1977年8月      | 未発売              | T.T ブロック                                | タイトー                                                              | | [ 25 ] [ 55 ]                      |
| 1977年9月      | 1977年9月           | メドウズレーン                              | メドウズゲームズ/タイトー メドウズゲームズ                            | |                                    |
| 1978年6月      | 1977年9月           | スーパーバグ                                | ナムコ キーゲームズ                                                   | |                                    |
| 未発売         | 1977年10月          | デストロイヤー                              | アタリ                                                                | |                                    |
| 1977年10月     | 未発売              | ガンマン                                    | タイトー                                                              | | [ 25 ] [ 45 ]                      |
| 1977年10月     | 未発売              | スーパーハイウエー                          | タイトー                                                              | | [ 25 ] [ 55 ]                      |
| 1977年10月     | 未発売              | B-29                                        | ユニバーサル                                                          | |                                    |
| 1977年12月     | 1977年10月          | サブハンター ディプスチャージ               | グレムリン・インダストリー/タイトー                                   | | [ 25 ] [ 56 ]                      |
| 未発売         | 1977年11月          | キャニオンボンバー                          | アタリ                                                                | |                                    |
| 1978年7月      | 1977年11月          | スペースウォーズ                            | シネマトロニクス/タイトー Vectorbeam/シネマトロニクス                 | スペースウォー!から派生 エスコ貿易も「スペースシップ」として国内販売                                             | [ 25 ] [ 57 ]                      |
| 1977年11月     | 未発売              | スーパーボウル                              | セガ                                                                  | | [ 58 ] [ 43 ] [ 37 ]               |
| 未発売         | 1977年12月          | スプリント 4                                | アタリ                                                                | |                                    |
| 1977年12月     | 1978年1月           | サーカス                                    | エキシディ/タイトー エキシディ                                        | | [ 59 ]                             |
| 1977年12月     | 未発売              | カーツン・ガン                              | セガ                                                                  | | [ 60 ] [ 43 ] [ 37 ] [ 61 ]        |
| 1977年12月     | 1979年11月          | スーパースピードレース                      | タイトー タイトー/ミッドウェイ                                        | | [ 25 ] [ 56 ]                      |
| 未発売         | 1977年              | チームフットボール                          | セガ                                                                  | |                                    |
| 1977年         | 未発売              | T.T テニス                                  | タイトー                                                              | | [ 25 ]                             |
| 未発売         | 1978年1月           | スプリントワン                              | アタリ                                                                | |                                    |
| 1978年1月      | 未発売              | アクロバットTV                              | エキシディ/タイトー                                                   | テーブル筐体型あり 筐体が卓上型の『ウォールアクロバット』あり                                                    | [ 25 ] [ 62 ] [ 63 ] [ 64 ]        |
| 1978年1月      | 未発売              | ブレイクオープン                            | セガ                                                                  | | [ 65 ]                             |
| 1978年1月      | 未発売              | スーパーブレイク                            | データイースト                                                        | |                                    |
| 1978年1月      | 未発売              | テーブルアタッカー                          | 日本物産                                                              | 『ブロックくずし』のコピーゲーム                                                                                 |                                    |
| 1978年1月      | 未発売              | サーカスサーカス                            | ユニバーサル                                                          | |                                    |
| 1978年2月      | 未発売              | スーパーブロック                            | タイトー                                                              | 筐体が卓上型の『ウォールブロック』あり                                                                           | [ 25 ] [ 63 ] [ 64 ]               |
| 1978年2月      | 未発売              | バルーン                                    | データイースト                                                        | |                                    |
| 未発売         | 1978年2月           | ウルトラタンク                              | キーゲームズ                                                          | |                                    |
| 1978年2月      | 未発売              | デストロイヤー                              | コナミ工業/レジャック                                                 | |                                    |
| 1978年2月      | 未発売              | シーソージャンプ                            | セガ                                                                  | | [ 41 ]                             |
| 1978年2月      | 未発売              | ディプス・ボンブ                            | セガ                                                                  | | [ 66 ] [ 41 ]                      |
| 1978年3月      | 未発売              | テーブルブロック                            | アイピーエム                                                          | 『ブロックくずし』のコピーゲーム                                                                                 |                                    |
| 1978年3月      | 1978年12月          | ワールドカップ                              | セガ                                                                  | | [ 67 ] [ 41 ] [ 68 ]               |
| 1978年3月      | 未発売              | アマゾニアン                                | セガ                                                                  | | [ 69 ]                             |
| 1978年3月      | 未発売              | テーブルアタッカースペシャル                | 日本物産                                                              | 『ブロックくずし』のコピーゲーム                                                                                 |                                    |
| 1978年3月      | 未発売              | テーブルアタッカーハイスピード              | 日本物産                                                              | 『ブロックくずし』のコピーゲーム                                                                                 |                                    |
| 未発売         | 1978年3月           | スカイライダー                              | アタリ                                                                | |                                    |
| 未発売         | 1978年3月           | トーナメントテーブル                        | アタリ                                                                | |                                    |
| 1978年4月      | 未発売              | マイコンブロック                            | 新日本企画                                                            | |                                    |
| 1978年4月      | 未発売              | ワイルドウッド                              | セガ                                                                  | | [ 41 ]                             |
| 1978年11月     | 1978年4月           | アバランチ                                  | ナムコ アタリ                                                         | |                                    |
| 1978年5月      | 未発売              | シーソージャンプ・テーブルII                | セガ                                                                  | | [ 41 ]                             |
| 1978年5月      | 未発売              | T.T ブロックCS                              | タイトー                                                              | 『T.T ブロック』に固定障害物を追加                                                                               | [ 70 ]                             |
| 1978年6月      | 1978年5月           | シーウルフ II                               | ミッドウェイ/タイトー ミッドウェイ                                    | 前作のカラー版                                                                                                   | [ 57 ]                             |
| 1978年11月     | 1978年6月           | ブラスト                                    | グレムリン/ナムコ グレムリン                                          | | [ 71 ] [ 72 ]                      |
| 1978年6月      | 未発売              | スペースシップ                              | セガ                                                                  | | [ 73 ] [ 74 ]                      |
| 1978年6月      | 未発売              | トップランナー                              | セガ                                                                  | | [ 75 ] [ 74 ]                      |
| 1978年6月      | 未発売              | ギャラクシーウォー                          | セガ                                                                  | | [ 76 ] [ 74 ]                      |
| 1978年6月      | 未発売              | T.T スピードレース                          | タイトー                                                              | | [ 25 ] [ 77 ]                      |
| 1978年         | 未発売              | T.T スピードレースA                         | タイトー                                                              | 『T.T スピードレース』にアクセルを付与                                                                           | [ 77 ]                             |
| 1978年6月      | 未発売              | トップボウラー                              | タイトー                                                              | テーブル筐体型あり                                                                                               | [ 25 ] [ 78 ]                      |
| 1978年7月      | 1978年6月           | トランポリン Trapeze                        | エキシディ/タイトー エキシディ                                        | テーブル筐体型あり                                                                                               | [ 79 ] [ 25 ] [ 80 ]               |
| 1978年6月      | 未発売              | バルーンサーカス                            | データイースト                                                        | |                                    |
| 1978年6月初旬  | 未発売              | コンピューターオセロ                        | 任天堂                                                                | | [ 81 ]                             |
| 未発売         | 1978年6月           | ファイアートラック                          | アタリ                                                                | |                                    |
| 未発売         | 1978年6月           | スカイダイバー                              | アタリ                                                                | |                                    |
| 未発売         | 1978年7月           | スモーキージョー                            | アタリ                                                                | |                                    |
| 1978年7月      | 未発売              | マイコンキット                              | 新日本企画                                                            | |                                    |
| 1978年7月      | 未発売              | スーパースピードレースV                     | タイトー                                                              | | [ 25 ] [ 82 ]                      |
| 1978年7月      | 1978年11月          | スペースインベーダー スペースインベーダー M | タイトー タイトー/ミッドウェイ                                        | テーブル筐体型あり 『スペースインベーダー M』は日本での需要増大のため輸入販売された                              | [ 25 ] [ 80 ] [ 78 ] [ 83 ] [ 84 ] |
| 1978年7月      | 1978年9月           | ブルーシャーク                              | ミッドウェイ/タイトー ミッドウェイ                                    | | [ 25 ] [ 85 ]                      |
| 1978年7月      | 未発売              | T.T ボールパークII                          | ミッドウェイ/タイトー                                                 | | [ 85 ]                             |
| 1978年9月      | 1978年7月           | ジプシージャグラー                          | メドウズゲームズ/タイトー メドウズゲームズ                            | | [ 25 ] [ 64 ]                      |
| 1978年8月      | 1978年              | シークレットベース                          | セガ                                                                  | | [ 86 ] [ 74 ]                      |
| 1978年8月      | 未発売              | シグ・ザグ・ブロック                        | セガ                                                                  | | [ 74 ]                             |
| 1978年8月      | 未発売              | T.T ブロックCU                              | タイトー                                                              | 『T.T ブロック』にディップスイッチを追加                                                                         | [ 70 ]                             |
| 1978年8月      | 未発売              | 2 in 1 RD                                   | データイースト                                                        | 『ボウリング』と『潜水艦ゲーム』を収録                                                                           |                                    |
| 1978年8月      | 未発売              | 2 in 1 SG                                   | データイースト                                                        | 『スーパーブレイク』と『ジプシージャクラー』を収録                                                               |                                    |
| 1978年9月      | 1979年7月           | ゲッタウェイ                                | ユニバーサル                                                          | |                                    |
| 1978年9月      | 未発売              | テーブルアタッカーガード                    | 日本物産                                                              | 『ブロックくずし』のコピーゲーム                                                                                 |                                    |
| 1978年9月      | 未発売              | ボンパ                                      | 日本物産                                                              | 『サーカス』のコピーゲーム                                                                                       |                                    |
| 1978年9月      | 未発売              | コンピュータR2                              | ユニバーサル                                                          | |                                    |
| 1978年9月      | 未発売              | スターラブ                                  | ユニバーサル                                                          | |                                    |
| 1979年2月      | 1978年9月           | スーパーブレイクアウト                      | ナムコ アタリ                                                         | |                                    |
| 1978年9月      | 未発売              | パワーブロック                              | アイピーエム                                                          | |                                    |
| 1978年9月      | 未発売              | スターダスト                                | アイピーエム                                                          | |                                    |
| 1978年9月      | 未発売              | ピッコロ                                    | アイピーエム                                                          | 『サーカス』のコピーゲーム                                                                                       |                                    |
| 1979年9月      | 1978年10月          | フットボール                                | ナムコ アタリ                                                         | |                                    |
| 1978年9月      | 未発売              | 宇宙戦艦ヤマト                              | 新日本企画                                                            | |                                    |
| 1978年9月      | 未発売              | プロレーサー                                | セガ                                                                  | セガホームページでは1978年8月稼働                                                                                | [ 87 ] [ 74 ]                      |
| 1979年3月      | 1978年10月          | フォートレス                                | セガ・グレムリン                                                      | | [ 88 ] [ 89 ] [ 37 ]               |
| 1978年11月     | 1978年10月          | フロッグス                                  | グレムリン/セガ                                                       | | [ 90 ] [ 65 ]                      |
| 1978年10月     | 未発売              | T.T スピードレースCL                        | タイトー                                                              | 『T.T スピードレースA』のカラー版                                                                                | [ 77 ]                             |
| 1978年10月     | 未発売              | スピードレース CL5                          | タイトー                                                              | 『スーパースピードレース』のデラックス版                                                                         | [ 91 ]                             |
| 1978年10月     | 未発売              | T.T スペースインベーダー・カラー            | タイトー                                                              | | [ 92 ] [ 84 ] [ 93 ]               |
| 1978年10月     | 1979年1月           | ジービー                                    | ナムコ ナムコ/グレムリン                                              | | [ 71 ] [ 72 ]                      |
| 1978年11月     | 未発売              | アタッカーエース                            | 日本物産                                                              | |                                    |
| 1978年11月     | 1980年3月           | ムーンベース                                | 日本物産                                                              | 『スペースインベーダー（白黒版）』のコピーゲーム                                                                 |                                    |
| 1978年11月     | 未発売              | ニャンコロ                                  | アイピーエム                                                          | 『サーカス』のコピーゲーム                                                                                       |                                    |
| 1978年11月     | 未発売              | スペースファイター                          | データイースト                                                        | |                                    |
| 1978年11月     | 未発売              | ブロックフィーバー                          | 任天堂                                                                | | [ 94 ]                             |
| 1978年11月     | 未発売              | UFO                                         | ユニバーサル                                                          | |                                    |
| 未発売         | 1978年11月          | オービット                                  | アタリ                                                                | |                                    |
| 1978年11月     | 未発売              | ブレーカー                                  | コナミ工業/レジャック                                                 | |                                    |
| 1978年11月     | 未発売              | スーパーブレイクオープン                    | セガ                                                                  | セガホームページでは1979年1月稼働                                                                                | [ 95 ] [ 89 ]                      |
| 1978年11月     | 未発売              | ダブルブロックT3                            | セガ                                                                  | セガホームページでは1979年1月稼働                                                                                | [ 96 ] [ 89 ]                      |
| 1979年6月      | 1978年12月          | スターファイアー                            | エキシディ/タイトー エキシディ                                        | | [ 97 ]                             |
| 1978年12月     | 未発売              | スペース・マイコンキット                    | 新日本企画                                                            | |                                    |
| 1978年12月     | 未発売              | キャスリング                                | セガ                                                                  | | [ 98 ] [ 65 ]                      |
| 1978年12月     | 未発売              | センカン・ヤマト                            | セガ                                                                  | | [ 65 ]                             |
| 1978年12月     | 1978年12月          | スペースファイター                          | セガ                                                                  | | [ 99 ] [ 65 ]                      |
| 1978年12月     | 未発売              | スーパーブレイク II                         | データイースト                                                        | |                                    |
| 1978年12月     | 未発売              | ミラクルスーパー                            | データイースト                                                        | |                                    |
| 1978年         | 未発売              | ブロックインベーダー                        | コナミ工業/レジャック                                                 | | [ 100 ]                            |
| 1979年1月      | 未発売              | IPMインベーダー                             | アイピーエム                                                          | タイトー『スペースインベーダー』のライセンス生産                                                                 |                                    |
| 1979年1月      | 未発売              | ニューブロックX                             | アイピーエム                                                          | |                                    |
| 1979年1月      | 未発売              | スペースキング                              | コナミ工業/レジャック                                                 | | [ 101 ] [ 102 ]                    |
| 1979年1月      | 1979年7月           | コスミックモンスター                        | ユニバーサル                                                          | |                                    |
| 1979年2月      | 1979年2月           | スペースアタック                            | セガ                                                                  | 1979年5月にスペシャルデュアルとしても稼働                                                                        | [ 103 ] [ 89 ]                     |
| 1979年2月      | 未発売              | スペースフィーバー                          | 任天堂                                                                | 池上通信機が開発                                                                                                 | [ 104 ]                            |
| 1979年2月      | 未発売              | コスミックモンスターII                      | ユニバーサル                                                          | |                                    |
| 未発売         | 1979年2月           | ビデオピンボール                            | アタリ                                                                | |                                    |
| 1979年10月     | 1979年3月           | レーザーウォーズ Star Hawk                  | シネマトロニクス/タイトー シネマトロニクス                            | エスコ貿易は色セロファンなしの『スターホーク』として国内販売                                                     | [ 25 ] [ 105 ]                     |
| 1979年3月      | 未発売              | スリーウェイ・ブロック                      | セガ                                                                  | | [ 注 8 ] [ 89 ]                    |
| 1979年8月      | 1979年3月           | スターホーク                                | シネマトロニクス/セガ                                                 | | [ 106 ] [ 107 ]                    |
| 1979年3月      | 未発売              | スペースファイター・マークII                | データイースト                                                        | |                                    |
| 未発売         | 1979年4月           | 4プレイヤー フットボール                    | アタリ                                                                | |                                    |
| 1979年4月      | 1979年6月           | ヘッドオン                                  | セガ・グレムリン                                                      | 1979年5月にスペシャルデュアルとしても稼働                                                                        | [ 108 ] [ 107 ] [ 109 ] [ 37 ]     |
| 1979年4月      | 未発売              | ズンズンブロック                            | タイトー                                                              | テーブル筐体型あり                                                                                               | [ 25 ] [ 110 ] [ 111 ]             |
| 1979年5月      | 未発売              | サターン3D                                  | データイースト                                                        | |                                    |
| 未発売         | 1979年5月           | バスケットボール                            | アタリ                                                                | |                                    |
| 未発売         | 1979年5月           | サブズ                                      | アタリ                                                                | |                                    |
| 1979年5月      | 未発売              | スペースアタック II                         | セガ                                                                  | |                                    |
| 1979年6月      | 未発売              | アップセットブロック                        | セガ                                                                  | | [ 107 ]                            |
| 1979年6月      | 未発売              | トリプルアタック                            | セガ                                                                  | | [ 112 ] [ 107 ]                    |
| 1979年6月      | 未発売              | ムーンベースSPECTOR                         | 日本物産                                                              | 『スペースインベーダー（カラー版）』のコピーゲーム                                                               |                                    |
| 1979年6月      | 未発売              | カラー・スペースフィーバー                  | 任天堂                                                                | |                                    |
| 未発売         | 1979年6月           | ベースボール                                | アタリ                                                                | |                                    |
| 1979年7月      | 未発売              | カプセルインベーダー                        | アイレム                                                              | |                                    |
| 1979年7月      | 1980年1月           | スペースインベーダーパートII                | タイトー タイトー/ミッドウェイ                                        | テーブル筐体型あり                                                                                               | [ 25 ] [ 113 ] [ 114 ]             |
| 1979年7月      | 未発売              | フィールドゴール                            | タイトー                                                              | テーブル筐体型あり                                                                                               | [ 25 ] [ 97 ] [ 115 ]              |
| 1979年8月      | 未発売              | リッチマン                                  | コナミ工業/レジャック                                                 | |                                    |
| 1979年8月      | 未発売              | アルファインベーダー                        | データイースト                                                        | |                                    |
| 1979年8月      | 未発売              | スーパームーンベース                        | 日本物産                                                              | |                                    |
| 1979年8月      | 1979年10月          | ギャラクシーウォーズ                        | ユニバーサル                                                          | |                                    |
| 未発売         | 1979年8月           | ルナランダー                                | アタリ                                                                | |                                    |
| 1979年12月     | 1979年8月           | ルナランダー                                | アタリ/セガ アタリ                                                    | | [ 116 ]                            |
| 1979年8月      | 未発売              | SFハイスプリッター                          | 任天堂                                                                | | [ 117 ]                            |
| 1979年8月21日  | 未発売              | モンキーマジック                            | 任天堂                                                                | テーブル型とアップライト型の2種類あり。                                                                          | [ 118 ] [ 119 ]                    |
| 1979年9月      | 未発売              | ヘッドオン                                  | アイレム                                                              | セガのライセンス品                                                                                               |                                    |
| 1979年9月      | 未発売              | バスケットボール                            | アタリ/セガ                                                           | | [ 107 ]                            |
| 1979年9月      |                     | T.T ギャラクシーウォーズ                    | ユニバーサル/タイトー                                                 | | [ 25 ] [ 120 ]                     |
| 1979年9月      | 1980年2月           | スペースチェイサー                          | タイトー                                                              | テーブル筐体型あり                                                                                               | [ 25 ] [ 120 ] [ 121 ] [ 122 ]     |
| 1979年9月      | 未発売              | ボムビー                                    | ナムコ                                                                | | [ 71 ] [ 72 ]                      |
| 1979年9月      | 未発売              | スタントカー                                | 日本物産                                                              | 『ヘッドオン』のライセンス生産                                                                                   |                                    |
| 1979年10月     | 未発売              | ギャラクシーウォーズ                        | アイレム                                                              | ユニバーサルのライセンス品                                                                                       |                                    |
| 1979年10月     | 未発売              | スペースコマンド                            | アイレム                                                              | |                                    |
| 1979年10月     | 未発売              | スペースシップ                              | コナミ工業/レジャック                                                 | | [ 101 ]                            |
| 1979年10月     | 未発売              | 与作                                        | 新日本企画                                                            | |                                    |
| 1979年10月     | 未発売              | サファリラリー                              | 新日本企画                                                            | テーブル筐体型あり                                                                                               | [ 123 ]                            |
| 1979年10月     | 1979年11月          | ヘッドオン PartII                           | セガ・グレムリン                                                      | 1979年10月にスペシャルデュアルとしても稼働                                                                       | [ 107 ] [ 37 ]                     |
| 1979年10月     | 未発売              | ストレートフラッシュ                        | タイトー                                                              | テーブル筐体型あり                                                                                               | [ 25 ] [ 105 ]                     |
| 1979年10月     | 1980年6月           | アストロファイター                          | データイースト セガ・グレムリン                                       | |                                    |
| 1979年10月     | 未発売              | ギャラクシアン                              | ナムコ                                                                | | [ 71 ] [ 72 ]                      |
| 1979年10月     | 1980年3月           | ローリングクラッシュ                        | 日本物産                                                              | |                                    |
| 1979年10月下旬 | 1980年5月           | シェリフ Sheriff                            | 任天堂 Far East Video                                                 | テーブル型とアップライト型の2種類あり 1980年1月にエキシディがBandidoとして販売。                                 | [ 119 ] [ 124 ]                    |
| 1979年10月     | 未発売              | SOS                                         | ユニバーサル特機                                                      | 開発：長野文化機器 ナムコからも1980年に発売                                                                      | [ 71 ] [ 72 ]                      |
| 1979年11月     | 未発売              | ニューブロックZ                             | アイレム                                                              | |                                    |
| 1979年11月     | 1979年11月          | インビンコ                                  | セガ・グレムリン                                                      | 1979年10月にスペシャルデュアルとしても稼働                                                                       | [ 116 ] [ 37 ]                     |
| 1979年11月     | 1979年11月          | ファイアーワン                              | エキシディ/セガ                                                       | | [ 125 ] [ 126 ]                    |
| 1979年11月     | 1980年1月           | モナコGP                                    | セガ                                                                  | | [ 127 ] [ 116 ] [ 128 ]            |
| 1979年11月     | 1980年5月           | カーハント                                  | セガ                                                                  | 1980年1月にスペシャルデュアルとしても稼働                                                                        | [ 129 ] [ 130 ]                    |
| 1979年11月     | 1980年9月           | 平安京エイリアン Digger                     | 電気音響 電気音響/セガ・グレムリン                                    | | [ 131 ] [ 37 ]                     |
| 1979年12月     | 1979年11月          | サンダンス                                  | シネマトロニクス/セガ                                                 | | [ 116 ]                            |
| 1980年5月      | 1979年11月          | ディープスキャン                            | セガ・グレムリン                                                      | 1980年1月にスペシャルデュアルとしても稼働                                                                        | [ 132 ] [ 133 ] [ 134 ]            |
| 1979年11月     | 1980年5月           | ルナレスキュー                              | タイトー                                                              | テーブル筐体型あり                                                                                               | [ 25 ] [ 135 ] [ 93 ]              |
| 1979年11月     | 未発売              | ナイスオン                                  | データイースト                                                        | |                                    |
| 1979年11月     | 1980年7月           | モウルハンター                              | データイースト                                                        | |                                    |
| 1979年11月     | 未発売              | キューティQ                                 | ナムコ                                                                | | [ 71 ] [ 72 ]                      |
| 1979年11月     | 1979年              | ムーンアルファー                            | 日本物産                                                              | |                                    |
| 1979年11月     | 未発売              | ムーントラッカー                            | 日本物産                                                              | |                                    |
| 1979年11月     | 1980年7月           | ムーンレイカー                              | 日本物産                                                              | |                                    |
| 1979年11月     | 未発売              | スペースランチャー                          | 任天堂                                                                | テーブル型とアップライト型の2種類あり                                                                            | [ 119 ]                            |
| 1979年11月     | 未発売              | ヘッドオン-N                                | セガ/任天堂                                                           | ライセンス生産                                                                                                   | [ 136 ]                            |
| 1979年11月     | 未発売              | ボムビー-N                                  | ナムコ/任天堂                                                         | ライセンス生産                                                                                                   | [ 136 ]                            |
| 1979年11月     | 未発売              | コスミックゲリラ                            | ユニバーサル                                                          | |                                    |
| 1980年1月      | 1979年11月          | アステロイド                                | アタリ/タイトー アタリ                                                | テーブル筐体型あり                                                                                               | [ 123 ] [ 137 ] [ 138 ]            |
| 1979年12月     | 未発売              | コマンダー                                  | アイレム                                                              | 同社初のオリジナルゲームで、基板は『IPMインベーダー』の流用                                                      |                                    |
| 1979年12月     | 未発売              | スペースウォー                              | コナミ工業/レジャック                                                 | | [ 101 ] [ 139 ]                    |
| 1979年12月     | 未発売              | オズマウォーズ                              | 新日本企画/タイトー                                                   | | [ 123 ] [ 140 ]                    |
| 1979年12月     | 1979年12月          | テイルガンナー                              | シネマトロニクス/セガ                                                 | | [ 116 ]                            |
| 1979年12月     | 未発売              | スーパースピードレース GPV                  | タイトー                                                              | | [ 123 ]                            |
| 1979年12月     | 1980年3月           | ムーンエイリアン                            | 日本物産                                                              | 『ギャラクシアン』のコピーゲーム（ライセンス生産も受けたが、ゲーム名を変えてはいけないのがライセンス条件だった） |                                    |
| 1979年         | 1980年11月          | スペースビーム                              | アイレム アイレム/ナナオ                                              | |                                    |
| 1979年         | 未発売              | スペースキング2                             | コナミ工業/レジャック                                                 | | [ 100 ]                            |
| 1979年         | 未発売              | カーチェイス                                | コナミ工業/レジャック                                                 | | [ 100 ]                            |
| 1979年         | 未発売              | スペースコンバット                          | ジャパンレジャー                                                      | |                                    |
| 1979年         | 未発売              | スペシャルツィン                            | ジャパンレジャー                                                      | 『スペースコンバット』と『ヘッドオン』を収録                                                                     |                                    |
| 1979年         | 未発売              | スペースインベーダーパートII・カラー        | タイトー                                                              | 『スペースインベーダーパートII』をカラー化 テーブル筐体型あり                                                    | [ 123 ] [ 141 ]                    |
| 1979年         | 未発売              | スペースインビンコ                          | セガ                                                                  | | [ 注 8 ]                           |
| 1979年         | 未発売              | ビームインベーダー                          | テクノン工業                                                          | |                                    |